# Калот садибний
{{#ifeq:0|0|{{#if:|{{#if:Calotesversicolor|[[]}}|}}}}
Калот садибний (Calotes versicolor) — представник роду калотів з родини Агамових. Має 1 підвид (Calotes versicolor nigrigularis). Інша назва «кровосос».

## Опис
Загальна довжина сягає 40 см. Колір шкіри коричневий або сіро-оливковий, жовтуватий. У самців голова яскраво—червона. Присутні широкі коричневі смуги на спині, які перериваються жовтуватими з боків. Чорні смуги тягнуться від очей. Черево з сіруватими поздовжніми смугами. Хвіст та кінцівки чорні. Дві невеликі групи шипики, відмінно відокремлюються один від одного, над барабанною порожниною. Спинний гребінь помірно підвищеним на шиї і у передній частині тулуба, на основі хвоста. Має червонуватий відтінок на горлі і шиї, тому отримав найменування «кровосос». Має міцні щелепи.

## Спосіб життя
Полюбляє тропічні ліси, кам'янисту, скелясту місцевість. Зустрічається переважно на деревах. У спекотний сонячний день садибного калота можна побачити на гілці або на стіні, який гріється на сонці, з широко відкритим ротом. При небезпеці здатний боляче вкусити. Харчується комахами і дрібними хребетними.
Це яйцекладна ящірка. Статева зрілість настає в 1 рік. Самиця відкладає у вологий ґрунт 10-20 довгих, веретеноподібних й шкірястих яєць. Молоді калоти народжуються через 6-7 тижнів.

## Розповсюдження
Мешкає в Афганістані, Пакистані, Непалі, Бутані, Індії, Шрі-Ланці, Таїланді, Малайзії, М'янмі, південному Китаї, В'єтнамі, на о. Суматра (Індонезія), о. Реюньйон.